# شهر المیدا
شهر المیدا (به پرتغالی: Almeida Municipality) یک منطقهٔ مسکونی در پرتغال است که در Centro, Portugal واقع شده‌است.

## خصوصیات
شهر المیدا ۵۱۸٫۰ کیلومترمربع مساحت و ۷٬۷۸۴ نفر جمعیت دارد.